# Landouzy-la-Ville
Landouzy-la-Ville je francouzská obec v departementu Aisne v regionu Hauts-de-France. V roce 2011 zde žilo 546 obyvatel.

## Sousední obce
Bucilly, Éparcy, La Hérie, Jeantes, Landouzy-la-Cour, Origny-en-Thiérache, Plomion

## Vývoj počtu obyvatel
Počet obyvatel 